# 梁華盛
梁 華盛（りょう かせい、繁体字: 梁華盛; 簡体字: 梁华盛; 拼音: Liáng Huáshèng; ウェード式: Liang Hua-sheng、1904年 - 1999年）は、中華民国（台湾）の軍人。国民革命軍の軍人。

## 事績
黄埔陸軍軍官学校第1期を卒業し、国民革命軍に加入して東征（陳炯明討伐）や北伐に従軍した。1930年（民国19年）、第2師第2旅副旅長兼第4団団長として中原大戦を戦う。1932年（民国21年）、第83師第247旅旅長に昇進し、翌年の長城戦役に参加、古北口・南天門で日本軍を迎撃した。1933年（民国22年）9月、第92師師長に昇進し、中国共産党（紅軍）の第5次包囲掃討作戦に従軍、追撃に際して貴陽に駐屯している。その後、軍事委員会委員会侍従室参謀に転じ、1935年（民国24年）4月に陸軍少将銜を授与された。翌1936年（民国25年）9月、軍政部附となり、陸軍大学第3期で学習している。

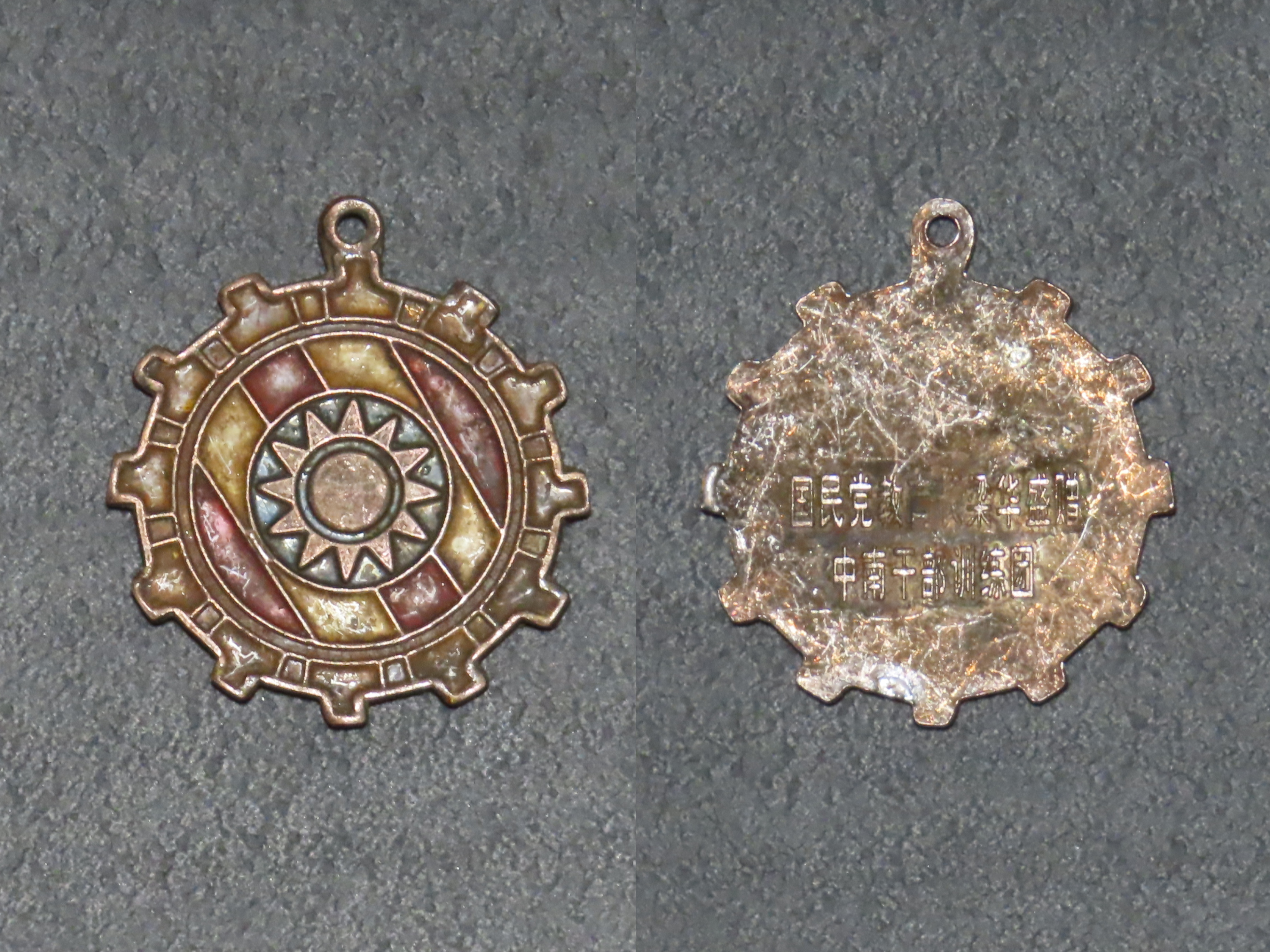
訓練団教育長時代の梁華盛により贈られた勲章

日中戦争（抗日戦争）が勃発すると、梁華盛は予備第4師中将師長（同師はまもなく第190師に改名）され、武漢防衛戦を戦う。1939年（民国28年）1月に第25軍副軍長、7月には第10軍中将軍長兼銭塘江南岸総指揮へと昇進した。1940年（民国29年）、第4戦区政治部主任に起用され、1942年（民国31年）には中央訓練団大隊長に転じている。同年には第1集団軍副総司令に任命され、中国遠征軍の一員としてミャンマー入りした。1943年（民国32年）4月、第11集団軍副総司令に昇進し、さらに軍事委員会駐滇幹部訓練団教育長も兼任して、中国遠征軍と中国陸軍総司令部に所属する各級士官の訓練を担当している。1944年（民国33年）2月、第20集団軍副総司令に転じた。
日中戦争終結後の1945年（民国34年）12月、梁華盛は東北保安司令部副司令長官として東北へ赴任した。翌1946年（民国35年）6月、吉林省政府主席代理に任ぜられ、同年10月に正式に就任している。1947年（民国36年）5月、吉東兵団司令官も兼任した。1948年（民国37年）1月、東北剿匪総司令部副総司令に任ぜられ、さらに長春綏靖公署主任と瀋陽防守司令も兼ねる。しかし遼瀋戦役では中国人民解放軍を相手に劣勢となり、瀋陽陥落直前に梁は瀋陽を脱出、南帰した。1949年（民国38年）、広東省綏靖公署副主任に任ぜられたが、国共内戦の最終的敗北とともに台湾へ逃れている。1999年（民国88年）、死去。享年96。

## 注
1. 1 2  「民国人物小傳 299」『傳記文學』76巻5号（民国89（2000）年5月）、149-150頁。
2. 1 2 3  徐主編（2007）、1726頁。
3. 1 2  劉国銘主編（2005）、2003頁。
4. ↑  劉国銘主編（2005）、2003-04頁。

## 著作
- 『我在抗戰中的經歴』
- 『第一〇九師在德安的抗戰活動』